# Воскресенський міський округ
Воскресе́нський райо́н (рос. Воскресенский район) — муніципальне утворення і адміністративна одиниця в Московській області Російської Федерації.
Адміністративний центр — місто Воскресенськ.